# ファイブ・フォックス
株式会社ファイブ・フォックス（英語: FIVE FOXes Co.,ltd.）は、「コムサ・デ・モード(COMME ÇA DU MODE)」で知られるアパレルメーカー。

## 概要
1980年代のDCブランドブームにおいて「コムサ・デ・モード」や、「ペイトンプレイス」などのブランドで一世を風靡したが、ブームが終焉した上、ブランドの軸となるようなスターデザイナーが存在しなかったことから、のちにSPA化へ転向し1990年代のモード全盛期に躍進した。かつてのアパレル業界は芸術志向の風土が強く、感性や経験則に頼った経営が行われていたが、ファイブフォックスでは企業的手法による商品開発・数値的管理・徹底教育の仕組みを取り入れたのが特徴である。
こうした取り組みは大手他社へも波及し、業界の近代化を先導した。商業色の強いSPAの台頭により、流行の主導権がデザイナーではなく消費者に移行し、消費者が自由なコーディネートを楽しめるストリート系や裏原系が開花した。
日本的美意識と西洋の融合を提示し、ストイックなモードであるとの信念を持つ。「笑顔」「挨拶」「おたたみ」は、販売員に必ず課せられるミッションである。
近年では、商圏の郊外化と低価格化に応じたブランド「コムサイズム」を展開している。

## 沿革
- 1976年12月8日 - 会社設立。コムサ・デ・モード発足。
- 1978年 - 札幌にて直営1号店営業開始。
- 1981年 - コムサ・デ・モード・メン発足、ペイトンプレイス発足。
- 1983年 - コムサ・デ・モード・フィユ（子供服）発足。
- 1985年 - ペイトンプレイスフォーメン（PPFM）発足。
- 1987年 - コムサ・デ・モード・シャリテ（宝飾）発足。
- 1989年 - バジーレ28（レディス）発足。
- 1993年 - コムサイズム発足。
- 1995年 - アンフォンテーヌ独占輸入販売。
- 1995年 - 株式会社イーストポイント（現 株式会社イーストボーイ） グループ脱退。
- 1996年 - ギャバジン K.T（レディス）発足。
- 1997年 - コムサ・コレクション（メンズ）発足。
- 1998年 - コムサ・ボーイズ（レディス）発足。
- 1999年 - モノコムサ発足、ボナ・ジョルナータ（レディス）発足、パトリックコックスワナビー発足。
- 2000年 - コムサストア開設。
- 2000年 - 株式会社イーストポイント（現 株式会社イーストボーイ）グループ復帰。
- 2001年 - ボナ・ジョルナータ（メンズ）発足、スリーミニッツハピネス発足、コムサ・コミューン発足、コムサモデルズ（レディス）発足。
- 2002年 - コムサ・ボーイズ・プレティーン（子供服）発足、複合店シアター・コムサを札幌に開設、アルチザン発足、コムサ・マーケット（セレクトショップ）発足。
- 2004年 - コムサ・モデルズ・メン発足。
- 2005年 - PPFM2（レディス）発足、パープル&イエロー（レディス・メンズ）発足、パトリックコックスワナビー提携終了、プリッグス（紳士服）発足。
- 2006年 - タカラトミーとの提携によるJOUJOU（玩具）発足、CCM発足。
- 2006年3月6日 - CCMの1号店を熊本県熊本市の鶴屋百貨店に出店。
- 2007年 - コムサ・コレクション (COMME ÇA COLLECTION) から、プラチナ・コムサ (Platinum COMME ÇA) へ、ブランド名称変更。
- 2007年 - コムサ・デ・モード・メン (COMME ÇA DU MODE MEN) から、コムサ・メン (COMME ÇA MEN) へ、ブランド名称変更。
- 2008年 - プリッグス (PRIGS) 撤退。
- 2009年 - β（ベータ）発足。
- 2009年2月25日 - βの1号店を日本橋髙島屋とジェイアール名古屋タカシマヤに出店。

## ブランド

### コムサ・デ・モード (COMME ÇA DU MODE)→現在のCOMME ÇA
基幹ブランド。商業的に開発されたブランドであり、デザイナーを非公開にしていることが多い。単品の個性を主張するのではなく、トータル・コーディネート（調和）を重視。黒髪の日本人に合う服＝モードを基調としている。コムサ・ラインナップの中で最高峰に位置づけられるコムサ・コレクションについては、デザイナー発の創作性を目指し作品発表などの活動を認める。

### コムサ・メン (COMME ÇA MEN)
かつてのコムサ・デ・モード・メン (COMME ÇA DU MODE MEN)。2007年に伊藤健治が部長に就任したことでブランド名称を変更した。

### アルチザン (ARTISAN)
コムサ・デ・モードの上位ブランド。ARTISANのブランドコンセプトは『コムサデモードの服づくりの歴史の中で培われた、さまざまな職人技を、日本の美意識で表現した服』。創作性を打ち出しているコムサ・コレクションとは対極に、モノトーンを基調としたシンプルなデザインに特化し、純粋に上質なブランドとして位置づけられている。生地もそれに合わせて上質なものを選び、縫製も職人の手作業に拠るところが多く、それに比例してドメスティックブランドとして取り扱われる国内ブランドと同じように価格面は他のラインよりも高価。メンズのARTISANは、ヴィトンがメンズファッション立上げ時に携わっていた人物がデザイナーであるため、海外ブランドの旬なトレンドを活かし、そして質感とシルエットにこだわりを持ったものになっている。

### プラチナ・コムサ (Platinum COMME ÇA)
コムサ・デ・モードのメンズブランドであるコムサ・メンの上位ブランド。かつてのコムサ・コレクション (COMME ÇA COLLECTION)。2007年、デザイナーの伊藤健治が部長に就任したことでブランド名称を変更した。東京コレクションにも参加している。生地や縫製は上質のものを使用し、その分価格も高めに設定されている。デザイナーの創作性を打ち出したブランドにケンジイトウ・コムサ・コレクション (KENJI ITO COMME ÇA COLLECTION) があったが、こちらは2007年に終了となった。

### コムサフィユ (COMME ÇA FILLE)
コムサ・デ・モードの子供服として発足。

### コムサイズム (COMME ÇA ISM)
2000年代を象徴する社会的構造変化（商圏郊外化、百貨店集客力低下、ショッピングセンター台頭、ユニクロなどに代表されるファストファッションの出現と価格破壊、結婚を迎えた団塊ジュニア世代の「パパ・ママ」化によるヤングファミリー出現）を反映して登場した特筆すべきブランドとされている。
まだバブル経済の余韻を残し、その後の深刻な平成不況を予測しえなかった1993年の発足は先見の明があった。コムサイズムは、手頃な価格設定で生活圏へ出店し、対象を「家族みんな」として量販店モデルに近づけながらもイメージを損なわない適度なブランド価値を維持しつつ、大人から幼児服まで扱い、ベビーカーを引いた親も負担なく入店できる店舗レイアウトとした。さらに、張り付き接客の禁止、あらゆる商品の返品も可能とした。これらは高級感・希少性を謳い、高額販売を維持してきたブランドビジネスの常識を大きく覆すものであった。
従来空白であったゾーンを一気に開拓し、時代の要件にも適合したことで、コムサイズムは成功業態となった。現在、同社では利益の半分程度をコムサイズムブランドが稼ぎ出すと見られる。他社もこのカテゴリに追随しようとしたが、いずれも失敗に終わった。
また、従来のライン・ヒエラルキーに変化が生じ、第二の廉価ライン「ボナ・ジョルナータ」では名称変更により「コムサ」ブランドの撤廃に踏み切った。

### CCM
コムサイズムの派生ブランドとして2006年発足。1号店は、熊本県熊本市の鶴屋百貨店に出店（2009年8月に撤退）。その他、佐賀県佐賀市のゆめタウン佐賀などにも出店している。

### プリッグス (PRIGS)
大きく趣を異にするブランドであり、大人の男のセクシーさを前面に打ち出す、としている。服の単品一つ一つで個性を主張し、ブランドのモチーフはバラの花。生地や縫製は上質のものを使用しているため、価格は高め。2007年AWセール終了後、撤退。

### PPFM
英国のROCK・PUNKをベースにモダンでポップなムードを表現したデザイン、クールで独創的なファッションを提案。ストリートを意識しつつも個性を強調するブランド。PPFMは「ペイトン・プレイス・フォー・メン」の略。
人気低迷によりブランド撤退。

### スリーミニッツハピネス (Three Minutes Happiness)
“安いけどおしゃれ”をコンセプトに展開していた雑貨ブランド。現在は展開していない。文字通り、（殆どの日用雑貨品が100円ショップに匹敵する）低価格で洒落た商品（雑貨、衣料品）を取り揃えていた。キャリーバッグが人気商品だった。取り扱っていたキッチン商品の一部は、現在のモノコムサに引き継がれている。

### K・T
コムサデモードのショップにて、展開しているインブランド。
高級感のある素材を積極的に取り入れ、シンプルかつソフトなシルエットが特徴のブランド。

### GabardineK・T
洗練された感性と上質な素材を使用したブランド。

### BASLE28
イタリアの仕立屋（サルトリア）の伝統がみせる優れたカッティング技術と、
先鋭的な時代感性とがミックスしファッションを熟知した大人の女性のためのブランド。

### β（ベータ）
上質なジャージー素材やニットを中心にしてスポーツからエレガンスまで幅広く展開するキャリア〜ミセス向けのブランド。

### グリニッチアベニュー
上質かつコンテンポラリー（現代的な）ブランド。

### BUONA GIORNATA
"STYLISH SEXY(スタイリッシュセクシー)"をコンセプトにしたヤングキャリア向けブランド。

### ペイトンプレイス
“Contemporary Sweet Girl 大人可愛い”をコンセプトにしたヤングキャリア向けブランド。
大きいサイズ、小さいサイズのアイテムを取り扱う店舗もある。
ブランドは終了。

### コムサマチュア
Fashionable=おしゃれで、Comfortable=着心地良く、Reasonable=リーズナブル 
3つをコンセプトにしたミセス向けブランド。

## デザイナー
- 高瀬清子 - KTブランドのデザイナー。株式会社ファイブフォックス副社長。
- 坂口徹 - テツ・コムサ・デ・モードのデザイナー。故人であり、生前に同社を退社している。
- 伊藤健治 - 株式会社ファイブフォックスの部長に就任。ケンジイトウ・コムサ・コレクション (KENJI ITO COMME ÇA COLLECTION) のデザイナーでもあった。

## 事件
- 2008年に「カシミヤ 30%」の表示をして売り出したストールが実際には全くカシミアが使用されていないといった事件[1]があり、2008年12月10日付で、公正取引委員会により、景品表示法に基づく排除命令が出された[2]。

## その他
- 創業メンバーの5人が全員「キツネ顔」だったことから、「ファイブフォックス」という社名になった[3]。

- ファイブフォックスの1ブランドである、「コムサ・コムサ・コムサ」の名称を「BUONA GIORNATA（イタリア語で「よい一日を」の意）」に変更。
- 似た名前のブランド、コム・デ・ギャルソンとは全くの無関係である[要出典]。
- コムサの店内のBGMには、ビートルズの楽曲が常に流される（上田稔夫の方針による）[要出典]。
- BUONA GIORNATA（メンズ）は2010年8月をもって撤退することが決まっている。但し、コムサイズムのグループ内でBGとして2011年復活予定[要出典]。

- 自社の公式サイトを持たないことで知られていたが、2007年から求人募集専用としてページ上部に「こちらは株式会社ファイブフォックスの人材募集用サイトになります。」と表示されるサイトが開設された。2012年4月になって公式サイトに移行した。公式サイトを持っていなかったのは、『繊維・アパレル業界でも謎』とされ、『一説にはファイブフォックスの上田稔夫社長が無類のインターネット嫌いだったため』との噂があった[4]。
- 現在はオンラインストアも展開している。
- 2023年前社長 上田敏夫は会長職に就き、現在は風間 隆行が社長となる。